# Arnold Taylor
Arnold Taylor est un boxeur mexicain né le 15 juillet 1945 à Johannesburg et mort le 22 novembre 1981.

## Carrière
Passé professionnel en 1967, il devient champion d'Afrique du Sud des poids plumes en 1968, des poids légers et des poids coqs en 1969 puis champion du monde des poids coqs WBA le 3 novembre 1973 en battant par KO au 14e round Romeo Anaya. Taylor perd son titre dès sa première défense contre le sud-coréen Hong Soo-hwan le 3 juillet 1974. Il met un terme à sa carrière en 1976 sur un bilan de 40 victoires, 8 défaites et 1 match nul.